# A Última Vontade e Testamento
Escrita por `Abdu'l-Bahá, A Ùltima Vontade e Testamento constitui uma das peças centrais das primeiras fontes da literatura Bahá'í, e é considerado estar intimamente conectado com O Livro Mais Sagrado de Bahá'u'lláh (pai de `Abdu'l-Bahá).
A Última Vontade e Testamento é visto como a culminação do papel de `Abdu'l-Bahá como o "Centro do Convênio". Nele, entre abordagens diversas, aponta seu neto Shoghi Effendi como sucessor e Guardião da Causa de Deus. Ele também aprimora a estrutura da administação Bahá'í pela nomeação da Guardiania, como também pela nomeação da Assembléia Espiritual em nível nacional, define o mecanismo para a eleição destas assembléias, bem como da Casa de Justiça.
Escrita em três seções, cada qual escrita separadamente e sob circunstâncias diferentes. As três seções, entretanto, são complementares.